# Wege zum Ruhm
Wege zum Ruhm (Originaltitel: Paths of Glory) ist ein im 35mm-Schwarzweiß-Format produziertes Anti-Kriegs-Drama von Stanley Kubrick aus dem Jahr 1957. Der während des Ersten Weltkriegs spielende Film basiert auf dem gleichnamigen Roman von Schriftsteller Humphrey Cobb.
Der Film zeigt Hauptdarsteller Kirk Douglas in der Rolle von Oberst Dax, dem Kommandanten französischer Soldaten, die sich weigern, einen selbstmörderischen Angriff während eines Stellungskriegs in Nordfrankreich gegen deutsche Truppen fortzusetzen. Folglich versucht Dax sie vor einem Kriegsgericht gegen den Vorwurf der Feigheit zu verteidigen. Kubricks Werk gilt als einer der besten Antikriegsfilme und ist gleichzeitig ein Plädoyer für Antimilitarismus. Die Grausamkeit und Sinnlosigkeit des Krieges wird nur am Rande thematisiert, vielmehr ist der Film eine bitterböse Parabel auf militärische Herrschaftsstrukturen und ein humanistisches Bekenntnis gegen die Todesstrafe.
Mit dem in und um München produzierten Wege zum Ruhm gelang dem 29-jährigen Stanley Kubrick mit seinem vierten Kinospielfilm der endgültige internationale Durchbruch. 1992 wurde Kubricks Film von der US-amerikanischen Library of Congress in das National Film Registry für besonders erhaltenswerte Filme aufgenommen.

## Handlung
Zwei Jahre nach Beginn des Ersten Weltkriegs zieht sich zwischen französischen und deutschen Truppen ein Schützengrabensystem vom Ärmelkanal bis zur Schweizer Grenze. Beide Seiten versuchen immer wieder vergeblich, sich durch äußerst verlustreiche Angriffe aus der verfahrenen Situation zu befreien. Diese Offensiven, die oft nur wenige Hundert Meter Bodengewinn bringen, kosten hunderttausende Soldaten das Leben.
Divisionsgeneral Broulard überbringt seinem Untergebenen, dem Brigadegeneral Mireau, den Befehl, einen Überraschungsangriff auf eine bislang von den Deutschen gehaltene Schlüsselstellung, den sogenannten Ameisenhügel (in der deutschen Fassung „Höhe 19“), zu starten. Mireau erklärt das Vorhaben für aussichtslos und verweist auf den schlechten Zustand seiner durch zahlreiche Kämpfe erschöpften Männer. Als ihm Broulard eine Beförderung nach erfolgreich ausgeführtem Befehl in Aussicht stellt, ändert Mireau allerdings rasch seine Meinung.
Mireau inspiziert seine Truppen, die von den Grabenkämpfen stark dezimiert und teilweise traumatisiert sind. Er informiert Colonel Dax, den Befehlshaber des 701. Regiments, über die befohlene Erstürmung und rechnet ihm vor, dass knapp die Hälfte des Regiments gute Aussichten habe, die Festung der Deutschen zu erreichen. Diese soll eingenommen und gehalten werden, bis am Abend Verstärkung eintrifft. Dax sieht keine Erfolgsaussichten für das Unternehmen, erklärt sich jedoch bereit, den Angriff zu führen, nachdem Mireau Dax mit dem Entzug seines Kommandos gedroht hat.
Dax schickt einen nächtlichen Spähtrupp aus, um die gegnerischen Stellungen auszukundschaften. Der Anführer des aus drei Soldaten bestehenden Trupps, Lieutenant Roget, gerät in Panik und tötet irrtümlich einen seiner eigenen Männer mit einer Handgranate. Nach der Rückkehr verfasst er einen geschönten Bericht an Dax, der ihn selbst entlasten soll. Caporal Paris, der Zeuge des Vorfalls war und Roget für unfähig hält, droht ihm, den wahren Sachverhalt aufzudecken. Roget erinnert ihn, dass man einem Offizier eher Glauben schenken werde als einem seiner Untergebenen.

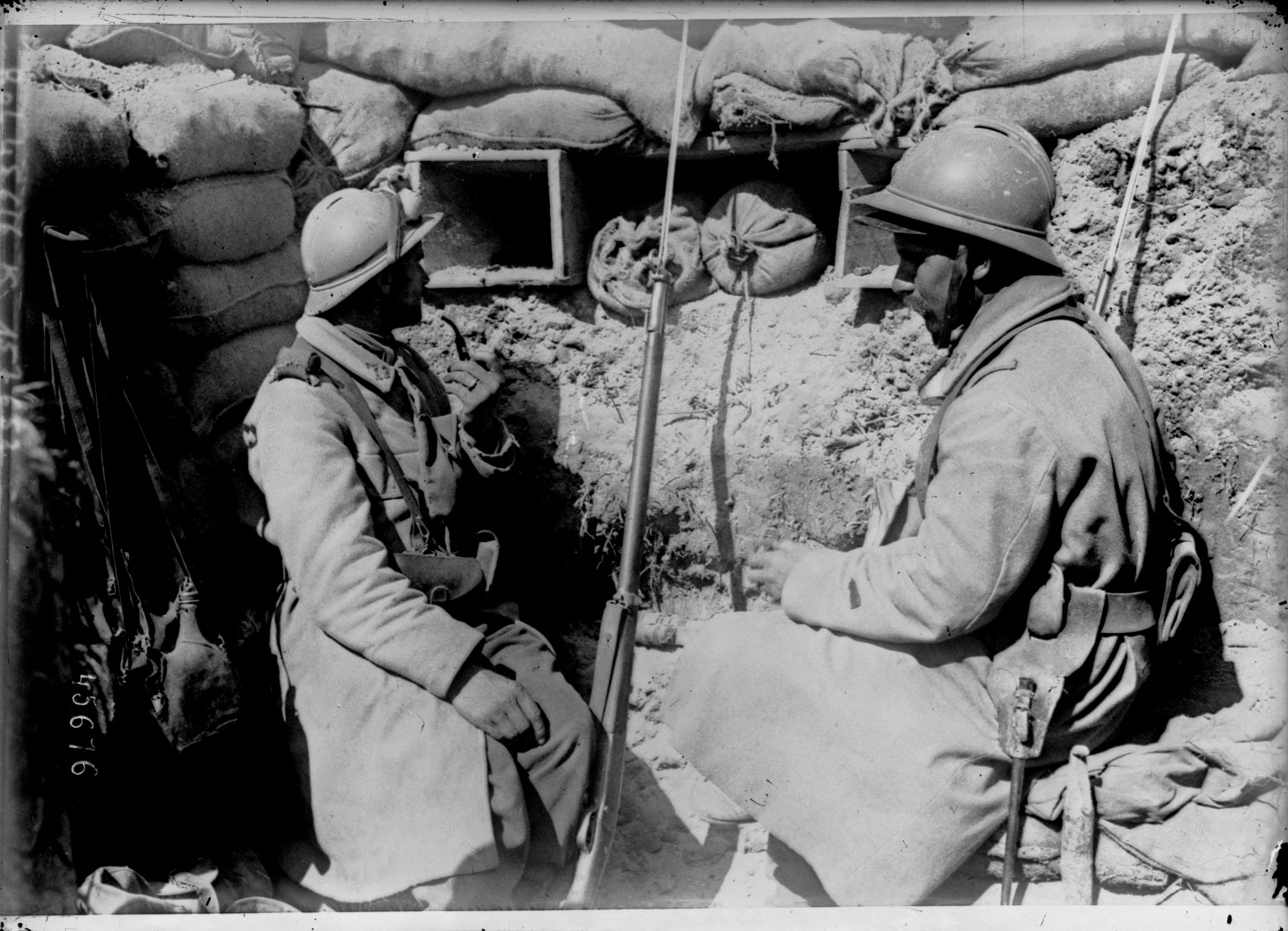
Französische Soldaten im Laufgraben, Westfront, Argonne 1915

Der am nächsten Morgen durchgeführte Angriff auf die deutschen Stellungen scheitert schon im Ansatz. Während die erste Angriffswelle auf halber Strecke und unter großen Verlusten stecken bleibt, vermag die zweite wegen des starken Abwehrfeuers den Graben erst gar nicht zu verlassen. Wutentbrannt befiehlt Mireau, der seine Siegespläne dahinschwinden sieht, der eigenen Artillerie, die in den Gräben verbliebenen Soldaten unter Beschuss zu nehmen, um sie zum Angriff zu zwingen. Der Artilleriekommandant Capitaine Rousseau weigert sich jedoch, ohne schriftlichen, vom General persönlich unterzeichneten Befehl auf die eigenen Stellungen zu feuern.
Nach dem endgültigen Scheitern des Angriffs befiehlt Mireau, als Exempel 100 zufällig ausgewählte einfache Poilus des 701. Regiments wegen „Feigheit vor dem Feind“ hinzurichten. Dax stellt sich vor seine Leute und argumentiert, wenn ein Exempel statuiert werden solle, könne man ebenso gut ihn, Dax, als Befehlshaber des Regiments hinrichten. Broulard kann Mireau beschwichtigen und erreicht, dass nur drei Männer angeklagt werden: jeweils ein Stellvertreter für jede Kompanie der ersten Angriffswelle. Ausgesucht werden die drei Männer von den jeweiligen Vorgesetzten. Dax, der im Zivilberuf Anwalt ist, übernimmt deren Verteidigung.
Die Wahl für die Anklage fällt auf Caporal Paris und die Soldaten Armand und Ferol. Armand wird durch das Los bestimmt, Paris von seinem Vorgesetzten Roget, der den unliebsamen Mitwisser loswerden will, und auch Ferol wird aufgrund persönlicher Animositäten ausgewählt, sein Vorgesetzter denunziert ihn als ein „asoziales Element“. In einem in aller Eile durchgeführten Kriegsgerichtsverfahren werden sie zum Tode verurteilt. Dax kann weder die ordnungsgemäße Verlesung der Anklageschrift noch die Vorladung von entlastenden Zeugen erwirken. Vergebens appelliert er an das Gericht, Gnade walten zu lassen.
Am Abend erfährt Dax durch Rousseau von Mireaus Schießbefehl. Er versucht, den sich auf einem Offiziersball vergnügenden Broulard zu zwingen, wegen dieses bislang unbekannten Umstands die Hinrichtung zu stoppen, doch ohne Erfolg. Am nächsten Morgen werden die drei Verurteilten in Anwesenheit von Offizieren und der Presse erschossen, sogar Armand, der nach einem Sturz in der Zelle verletzt und zeitweilig bewusstlos ist. Roget wird von Dax gezwungen, das Erschießungskommando vor Ort zu leiten. Zuvor hatte Paris Dax berichtet, warum er von Roget ausgewählt wurde.
Beim Frühstück konfrontiert Broulard im Beisein von Dax Mireau mit dem Vorwurf, er habe seine eigenen Soldaten unter Beschuss nehmen wollen. Mireau leugnet den Vorwurf, und als er erfährt, dass man ihn vor die Presse zerren und als Sündenbock für den gescheiterten Angriff präsentieren will, verlässt er empört den Raum. Unter vier Augen bietet Broulard Dax Mireaus Posten an, wobei er Dax unterstellt, es von Anfang an auf Mireaus Kommando abgesehen gehabt zu haben. Seine wütende Reaktion und seine Unbestechlichkeit durchkreuzen Broulards Strategie. Er kann nunmehr vermuten, dass Dax tatsächlich nichts anderes im Sinn hatte als die Rettung seiner Männer. Angesichts des Krieges und einer Öffentlichkeit, die Erfolge sehen wolle, zeigt er für diese Haltung aber kein Verständnis.
Dax kehrt zu seinem Quartier zurück. Im Gasthaus nebenan betrinken sich die Soldaten des Regiments und kommentieren johlend den Auftritt einer deutschen Sängerin, die der Wirt zur Unterhaltung der Männer vorführt. Als die junge Frau das Lied Der treue Husar singt, stimmen die Soldaten aber ergriffen mit ein. Sergent Boulanger überbringt Dax den Befehl zum sofortigen Abmarsch seines Regiments an die Front. Dax weist Boulanger an, seinen Männern noch einige Minuten bis zum Aufbruch zu gönnen.

## Historischer Bezug der Romanvorlage

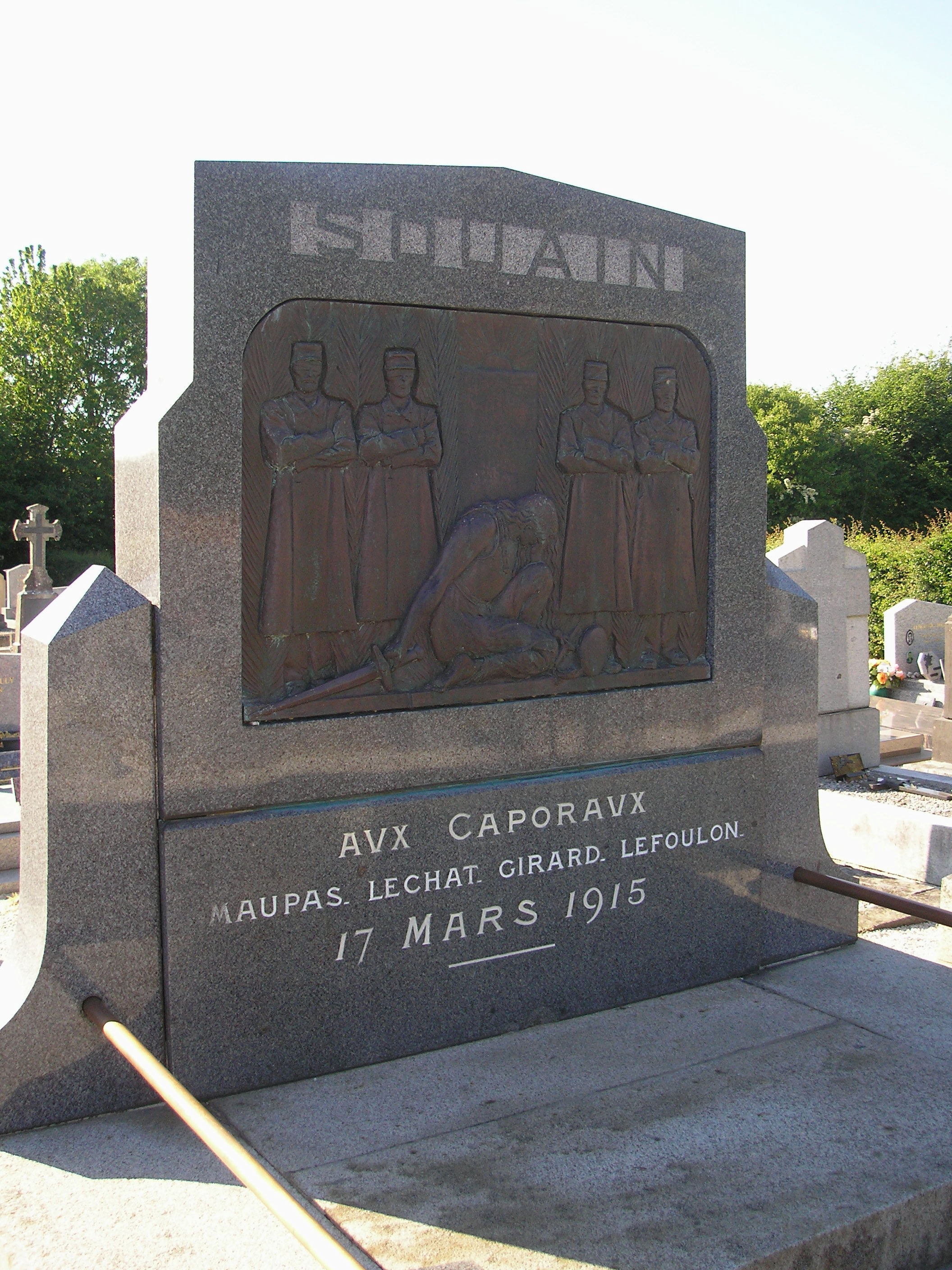
Mahnmal in Sartilly

Der Romanvorlage von Cobb liegt ein historisches Ereignis zugrunde. Am 10. März 1915 hatten sich die Soldaten einer bereits schwer dezimierten Kompanie geweigert, in einer militärisch aussichtslosen Situation noch einmal aus ihren Schützengräben zu klettern und erneut eine schwer befestigte deutsche Stellung in Souain im Département Marne anzugreifen. Der kommandierende französische General Géraud François Gustave Réveilhac hatte daraufhin seiner Artillerie befohlen, das Feuer auf die eigenen Stellungen zu eröffnen, was der verantwortliche Artilleriekommandant Colonel Bérubéden aber verweigerte. Eine Woche später, am 16. März 1915, wurden vier zufällig ausgewählte Korporale (die später so genannten Caporaux de Souain) in einem eintägigen Kriegsgerichtsverfahren wegen Gehorsamsverweigerung zum Tode verurteilt und am folgenden Tag erschossen, um an ihnen ein Exempel zu statuieren. 
Auf dem Friedhof von Sartilly steht ein Denkmal für einen von ihnen, Théophile Maupas. Dieses Denkmal war bereits 1925 errichtet worden, noch bevor die Hingerichteten am 3. März 1934 offiziell rehabilitiert wurden.
Auch die Meutereien in der französischen Armee 1917 bilden den historischen und moralischen Hintergrund für den Roman.

## Herkunft des Filmtitels
Der englische Originaltitel Paths of Glory ist dem Gedicht Elegy Written in a Country Church-yard von Thomas Gray entnommen, in dem es heißt: „The paths of glory lead but to the grave.“ (etwa: „Die Wege des Ruhms führen nur ins Grab.“).
Paths of Glory ist auch der Titel eines Gemäldes von Christopher Nevinson über die Gräuel des Ersten Weltkriegs.

## Entstehungsgeschichte

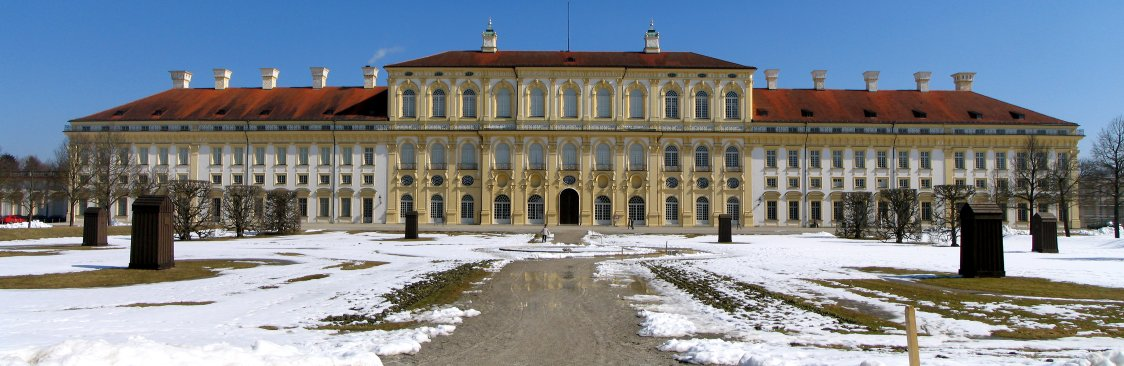
Das Neue Schloss Schleißheim in Oberschleißheim diente als Kulisse für die Erschießungsszene

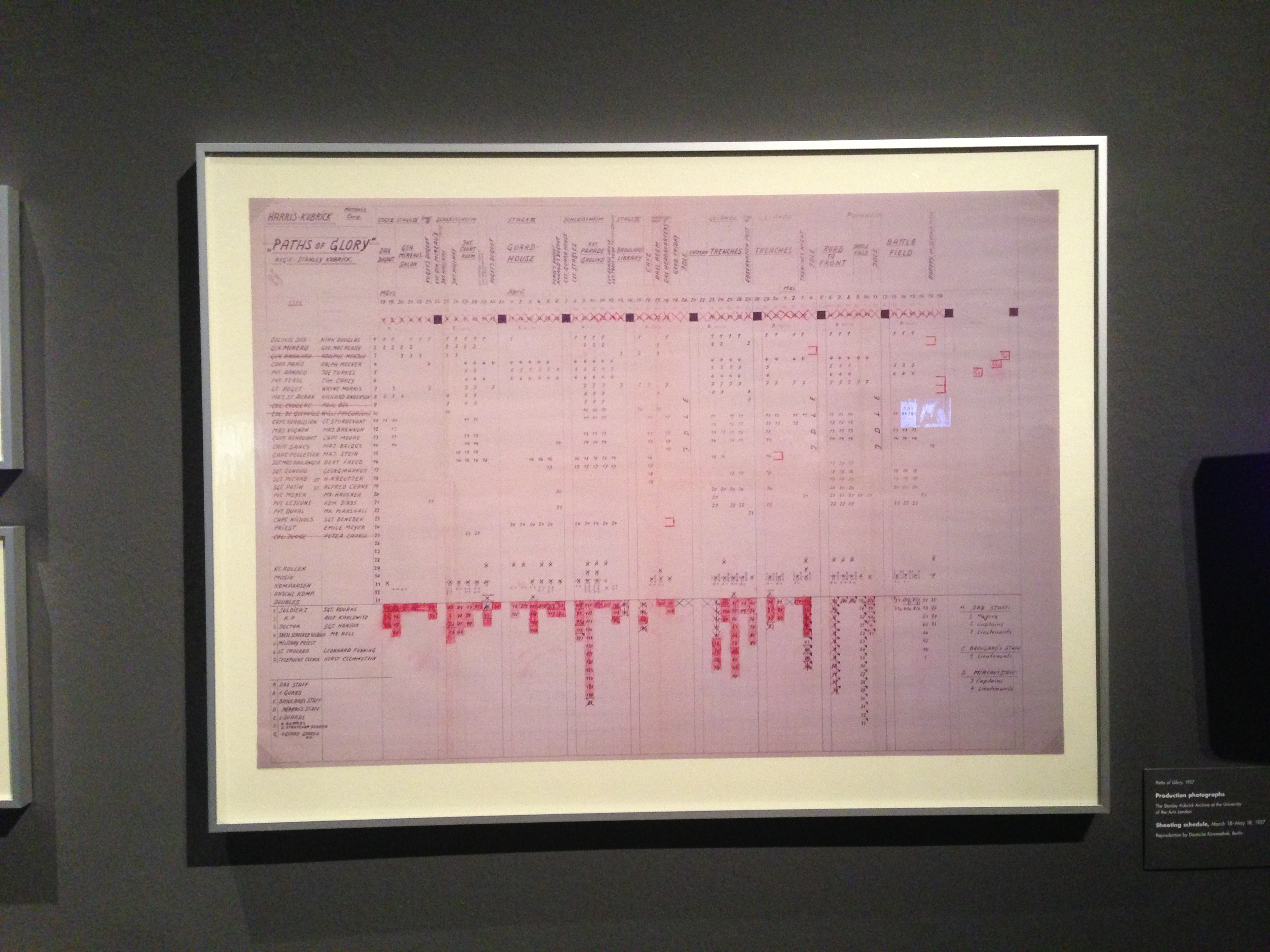
Drehplan im Los Angeles County Museum of Art

James B. Harris hatte für 10.000 US-Dollar die Filmrechte von Cobbs Roman erworben. Kubrick und Harris taten sich zunächst schwer, eine Produktionsgesellschaft für ihr Projekt zu finden, bis Kirk Douglas sich bereit erklärte, die Hauptrolle zu übernehmen und den Film mit seiner eigenen Firma Bryna zu produzieren. United Artists übernahm den Verleih.
Der Film entstand zwischen März und Mai 1957 in den Bavaria-Filmstudios Geiselgasteig und in der Schlossanlage Schleißheim. Die Schlachtszenen wurden auf einem Feld bei Puchheim-Ort gedreht. Bei den Dreharbeiten lernte Kubrick seine spätere dritte Frau Susanne Christiane Harlan kennen, die in der Schlussszene das deutsche Volkslied Der treue Husar singt. Zunächst hatte Drehbuchautor Jim Thompson ein positives Ende entwickelt, bei dem sich General Broulard in letzter Sekunde von Dax erweichen lässt und die drei Soldaten statt mit der Hinrichtung nur mit 30 Tagen Haft bestraft. Kirk Douglas und der dritte Drehbuchautor Calder Willingham überzeugten Kubrick allerdings, dem Film ein negatives und damit kommerziell weniger versprechendes, aber glaubwürdigeres Ende zu geben.
Vor allem für die Schlachtszenen bestellte man bei der Münchner Polizei ca. hundert Statisten. Diese konnten zwar mit Waffen umgehen, aus den Schützengräben aber sprangen sie zunächst viel zu unbedarft und heldenhaft.
Am 18. September 1957 feierte der Film in München Premiere, am 20. Dezember desselben Jahres fand in Los Angeles die US-amerikanische Erstaufführung statt.

## Analyse

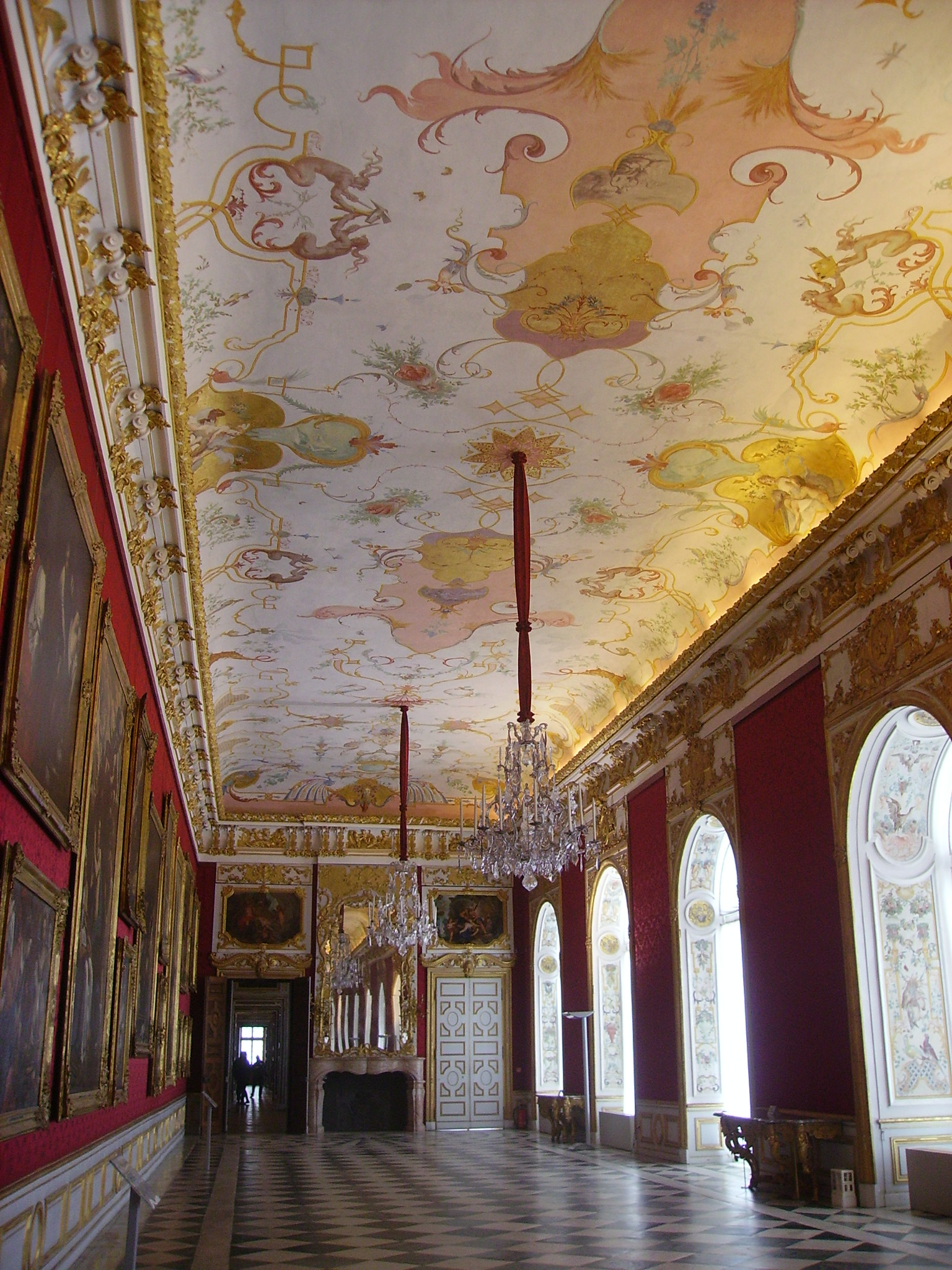
Neues Schloss, Schleißheim, Große Galerie, Boden mit Schachbrettmuster

Kubrick setzt oft einen harten Schnitt vom Elend an der Front zum Luxus barocker Schlösser. Die Enge der Schützengräben wird in Kontrast zur Weitläufigkeit alter Schlossanlagen gestellt.
Einen weiteren Kontrast stellt der Offiziersball im Schloss des Hauptquartiers dar: Während die Soldaten in den Schützengräben sterben,
vergnügt sich der Generalstab bei Musik und Tanz.
Das Orchesterwerk, zu dem die Offiziere auf dem Ball tanzen, ist der Walzer „Künstlerleben“ von Johann Strauss Sohn.
Bei den Aufnahmen im Gerichtssaal verwendet Kubrick die High-key-Technik, bei der die Beleuchtung überraschend hell ist. Auf dem schachbrettartigen Boden des Festsaals, in dem die Kriegsgerichtsverhandlung abgehalten wird, wirken die Akteure gleichsam wie Spielfiguren. Im Gegensatz dazu steht der dunkle Gefängnisort, der Stall des Schlosses, der in Low-key-Technik aufgenommen wurde: Dort erzeugen die wenigen hellen Luken scharfe Gegenlichtkontraste.
Das Urteil der Richter im Verfahren wird ausgespart, stattdessen erscheint eine schwarze Blende. Der Zuschauer kann für kurze Zeit die Hoffnung hegen, dass das Drama noch aufzuhalten ist. Der Festsaal des Schlosses wird nach dem Prozess und nach Umdekoration zum Ort, an dem General Broulard zusammen mit anderen hochstehenden Personen eine rauschende Ballnacht feiert.
Die Henkersmahlzeit trennt den ersten, eher kriegs-, militär- und herrschaftskritischen Teil des Films vom zweiten Teil, der die Vorgänge im Umfeld und während der Exekution behandelt. Nicht nur die Willkür bei der Auswahl der Angeklagten, sondern diese Strafform an sich wird als unmenschlich dargestellt. Die Hinrichtungsszene selbst ist eine Verknüpfung militärischer Riten mit der biblischen Kreuzigungsgeschichte: Vorbei an Presseleuten und dem Regiment samt Offizieren, die Spalier stehen, gehen die Verurteilten zu den drei Hinrichtungspfählen, die die drei Kreuze Golgotas symbolisieren. Zudem rezitiert der Priester bezeichnenderweise das Golgotagespräch aus der Bibel (Lk 23,39-43 ).
Kubrick positioniert sich mit diesem Film früh gegen die Todesstrafe. Noch bis in die 1970er Jahre waren Filme gegen die Todesstrafe sehr selten.
In der letzten Szene des Films, in der eine deutsche Frau in einer Soldatenkneipe zuerst drangsaliert wird und dann für die Soldaten singen muss, ist Dax zunächst abgestoßen von der Rohheit seiner eigenen Männer – immerhin waren gerade erst drei Kameraden vor ihren Augen hingerichtet worden. Broulard kommentiert dies so, dass „Soldaten nur Tiere sind und als solche behandelt werden müssen“. Doch als die Frau dann auf Deutsch zu singen beginnt, summen die Soldaten, ohne den Text verstehen zu können, die Melodie mit – teilweise mit Tränen in den Augen. Kubrick kommentiert diese Szene so: „Dieser Film ist auf ziemlich zynische Art romantisch. Tatsächlich entdeckt Colonel Dax die menschliche Natur in ihrer scheußlichsten Form bei seinen Leuten, und er sieht einen Lichtstrahl bei den anderen. Der Mensch ist der hässlichsten wie der schönsten Dinge fähig.“

## Deutsche Fassung
Beim deutschen Titel Wege zum Ruhm handelt es sich um eine freie Übersetzung, enger am Original gewesen wäre „Wege des Ruhms“.
Die deutsche Synchronfassung entstand 1957 bei Ultra-Film, Berlin.
| Rolle                           | Darsteller       | Synchronsprecher      |
| ------------------------------- | ---------------- | --------------------- |
| Colonel Dax                     | Kirk Douglas     | Gert Günther Hoffmann |
| Caporal Philippe Paris          | Ralph Meeker     | Horst Niendorf        |
| Général Georges Broulard        | Adolphe Menjou   | Siegfried Schürenberg |
| Général Paul Mireau             | George Macready  | Erich Fiedler         |
| Lieutenant Roget                | Wayne Morris     | Werner Peters         |
| Commandant Saint-Auban          | Richard Anderson | Axel Monjé            |
| Soldat Pierre Arnaud            | Joe Turkel       | Gerd Martienzen       |
| Cafébesitzer                    | Jerry Hausner    | Klaus Miedel          |
| Vorsitzender des Kriegsgerichts | Peter Capell     | Curt Ackermann        |
| Sergent Boulanger               | Bert Freed       | Heinz Rabe            |
| Soldat Maurice Ferol            | Timothy Carey    | Arnold Marquis        |
| Capitaine Rousseau              | John Stein       | Paul Wagner           |

Die Erstausstrahlung von Wege zum Ruhm im deutschen Fernsehen war am 17. März 1972 um 23.05 Uhr im ZDF.

## Rezeption

### Zensur
In Frankreich sah man in Wege zum Ruhm einen Angriff auf die Ehre der französischen Armee, weshalb der Film dort bis 1975 nicht gezeigt wurde. Der Film war nie offiziell verboten; da man aber mit ähnlich massiven Protesten seitens Militärangehöriger und, auf der Gegenseite, gegen den Algerienkrieg demonstrierender Studenten rechnete wie in Belgien (die mehrfach zu Aufführungsstopps in Brüssel führten), wurde seitens des Verleihs kein Versuch unternommen, ihn der Zensurbehörde vorzulegen. Die Titelsequenz des Films ist zu Beginn mit der Marseillaise unterlegt. Als jedoch die französische Regierung gegen die Verwendung der Nationalhymne protestierte, wurde diese in als besonders frankophil eingeschätzten Ländern durch Perkussionsinstrumente ersetzt.
Im französischen Sektor Berlins erließ der zuständige Stadtkommandant im Juni 1958 ein Aufführungsverbot. Außerdem drohte er, die französischen Festivalbeiträge von den Internationalen Filmfestspielen Berlin zurückzuziehen, wenn Wege zum Ruhm während des Festivals in Westberliner Kinos gezeigt werden würde. Der Regierende Bürgermeister Willy Brandt bezeichnete dies öffentlich als „Rückschritt in das Jahr 1948“. Nach Appellen auch seitens des Berliner Senats nahm United Artists den Film schließlich aus dem Festivalprogramm. Mit einem erklärenden Vorspann versehen, die im Film gezeigten Vorfälle seien nicht stellvertretend für die Armee oder das Volk Frankreichs, durfte der Film ab November schließlich auch im französischen Sektor starten.
In der Schweiz verbot als erster der Kanton Genf im Mai 1958 die Aufführung des Films. Weitere Kantone folgten, bis schließlich im Dezember der Schweizer Bundesrat ein Verbot erließ und vom Verleih unter Androhung der Konfiszierung verlangte, alle Kopien außer Landes zu bringen; selbst Journalisten wurde die Sichtung verwehrt. Erst in den 1970er Jahren wurde der Film freigegeben.
Auch in Israel erfuhr der Film ein Aufführungsverbot von staatlicher Seite; in Großbritannien, Australien und Neuseeland wurden Schnittauflagen erlassen.

### Kritiken
„[S]chonungslose Anklage gegen das Verbrechen des Krieges und die Ruhmsucht der Militärs. Der mit einem Budget von nur 900.000 Dollar in Deutschland gedrehte Film gilt als einer der besten Antikriegsfilme überhaupt. Realistisch, zeitlos, erschütternd glaubhaft; eine erstaunliche Leistung für den damaligen Neuling im Regiefach.“

„Kubrick […] geißelt den sinnlosen Krieg als Grabenkampf von Geisteskranken, die am Leben vorbeileben. Seine genaue Psychostudie zeigt das niederschmetternde Fazit militärischen Denkens. (Wertung: 3½ von 4 möglichen Sternen – außergewöhnlich)“

### Auszeichnungen
Der Film wurde mit mehreren Filmpreisen prämiert.
- Jussi Award 1958 in der Kategorie Bester ausländischer Regisseur
- Silbernes Band der Italian National Syndicate of Film Journalists 1959 in der Kategorie Beste Regie (ausländischer Film)

Für folgende Filmpreise wurde der Film nominiert:
- BAFTA Award 1958 in der Kategorie Bester Film
- Laurel Award 1958 in der Kategorie Bester Nebendarsteller für Adolphe Menjou (4. Platz)
- WGA Award 1958 in der Kategorie Bestes Drehbuch – Drama

1992 wurde der Film in das National Film Registry des National Film Preservation Board, USA, aufgenommen.